# Северный рабочий (газета, Северодвинск)
«Северный рабочий» — общественно-политическая газета в городе Северодвинске, Архангельской области. Издается с 1937 года. Ранее носила название «Сталинец Судостроя» и «Сталинец». Выходит 3 раза в неделю форматом А3, объём 8-22 страниц. Средний тираж: 9 тысяч экземпляров. Тематика газеты — освещение событий в Северодвинске, аналитика и комментарии, обзор социальных вопросов и экономики, событий культурной и спортивной жизни.
На страницах газеты выходят рубрики «Житейские истории», авторские рубрики «Печки-лавочки», «Семейные новости», «Старожил идет по городу», постоянная фоторубрика «Что бы это значило?», раздел «Хобби-тайм».
Газета зарегистрирована в Северо-Западном региональном управлении Государственного комитета РФ по печати. Свидетельство ПИ № ТУ 29-00521 от 26 ноября 2014 года.
В рамках газеты выходят газеты судостроительных предприятий «Корабел» и «Звездочка», дайджест «Делового вторника», рекламно-информационный вестник «Информ». У газеты есть пятничное приложение под названием «Полезная».

## История
4 января 1937 года, в пристройке Николо-Корельского монастыря организуется типография для выпуска печатного органа парткома, оргбюро, постройкома и управления строительства № 203. Необходимые материалы и оборудование, а также типографские шрифты доставили пешком, в мешках за плечами, по зимней дороге из города Архангельска.
6 марта 1937 года вышел первый номер газеты под названием «Сталинец Судостроя» — орган парткома, оргбюро, постройкома и управления строительства № 203. Редактор новой газеты — П. А. Аннушкин. 18 октября 1937 года газета «Сталинец Судостроя» вышла под новым названием «Сталинец», в связи с засекречиванием посёлка Судострой. 19 января 1938 года газета «Сталинец» стала органом райкома ВКП(б) и райкома строительства № 203. 23 августа 1939 года газета «Сталинец» стала органом Молотовского райкома и оргкомитета Архоблисполкома.

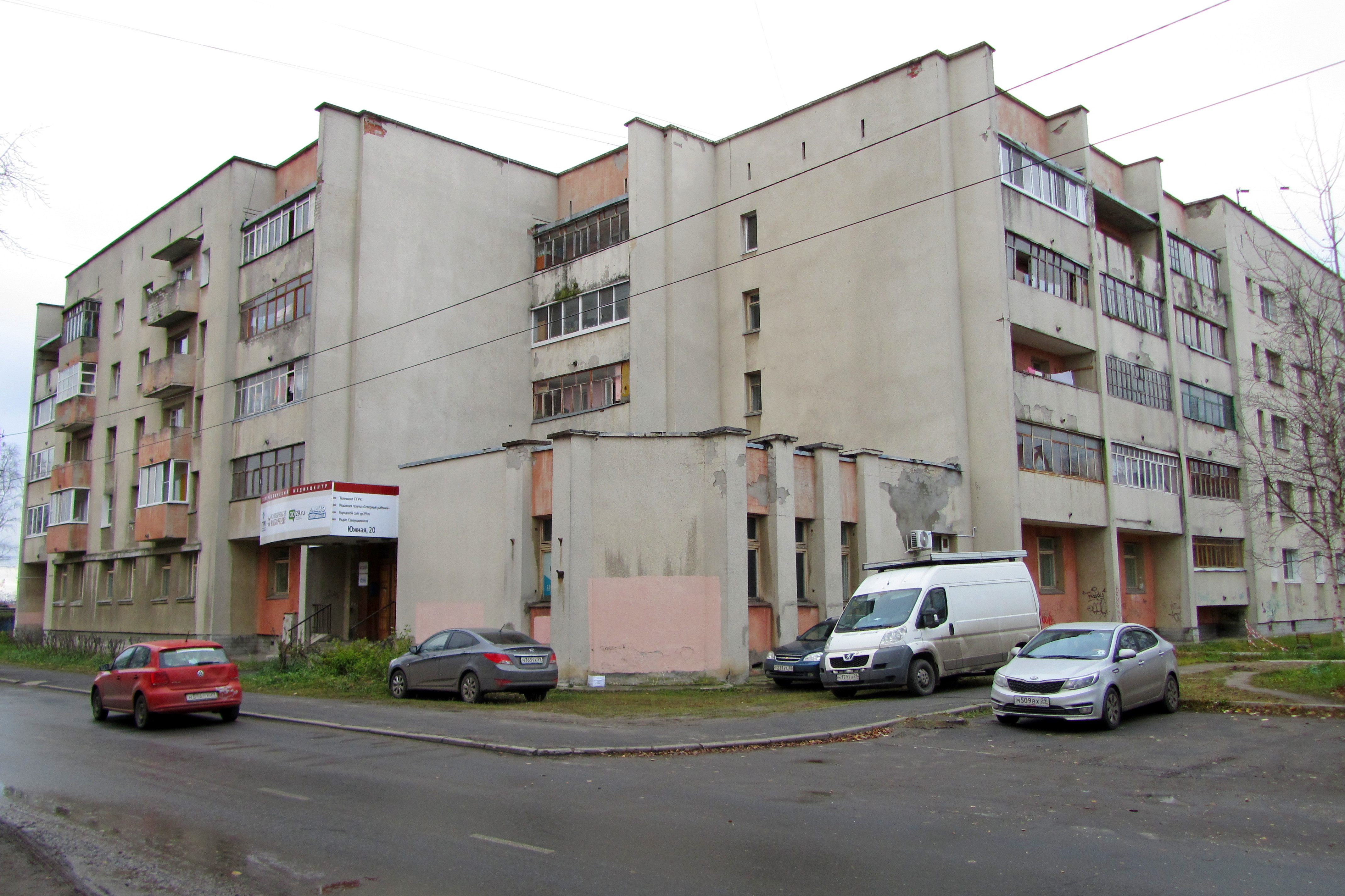
Редакция газеты

14 апреля 1952 года при редакции городской газеты «Сталинец» состоялся первый сбор литературного кружка, на котором присутствовало 12 человек. Свои стихи прочитали Василий Шелыгин и другие начинающие поэты. Со временем кружок перерос в литобъединение «Гандвик».
После XX съезда КПСС, осудившего культ личности Сталина, 12 августа 1956 года газета получила современное название «Северный рабочий». 20 сентября 1989 года газета перешла на печать офсетным способом.
В течение XX века «Северный рабочий» лидировал по тиражам в Архангельской области, а также занимал первые места в конкурсах на художественное оформление и полиграфическое исполнение.
По состоянию на декабрь 2010 года вышло, в общей сложности, около 15000 номеров газеты. Газета первой в Архангельской области перешла на электронный набор и вёрстку. Газета «Северный рабочий» является лауреатом знака отличия «Золотой фонд прессы».

## Другие газеты под названием «Северный рабочий»
С 1 июля 1922 года по 30 ноября 1991 года в Ярославле также выходила газета под названием «Северный рабочий» (с 1991 года «Северный Край»)